# Анхімерний ефект
Анхімерний ефект (англ. anchimeric assistance, Neighbouring group participation (NGP) — вплив на активність реакційного центра через невалентну (просторову) взаємодію безпосередньо не зв'язаних з цим центром груп, що звичайно проявляється у зростанні швидкості реакції i тому його ще називають анхімерним пришвидшенням.
У органічній хімії було визначено IUPAC як взаємодія реакційного центру з одинокою парою електронів в атомі або електронами, присутніми в сигма-зв'язку або пі-зв'язку, що містяться в материнській молекулі, але не кон'югована з реакційним центром. 
Взаємодiя реакцiйного центра з неподiленою електронною парою атома (пр., карбенiєвого) або з електронами σ- або π-
зв'язку у тiй же молекулi, але не кон'юґованими з реакцiйним центром. Розрiзняють n-, σ- та π-спiвучасть. Приводить до зростання швидкості реакції. Синонім — анхімерна співдія.

## Інтернет-ресурси
- IUPAC definition [Архівовано 4 січня 2017 у Wayback Machine.]